# 固拉合玛镇
固拉合玛镇，是中华人民共和国新疆维吾尔自治区和田地區策勒县下辖的一个乡镇级行政单位。
2014年10月20日，新疆维吾尔自治区人民政府批复同意撤销固拉合玛乡建制，设立固拉合玛镇。

## 行政区划
固拉合玛镇下辖以下地区：
吉格代勒克乌塔克村、给地什艾日克村、地力木铁热克村、托格拉吾斯塘村、阿热吾斯塘村、阔什艾格勒村、盘掺村、阿热勒村、英阿瓦提村、巴格艾日克村、买地尔艾肯村、亚甫拉克村、亚喀吾斯塘村、夏普吐鲁克村、拉依喀村、阿克依来克村、乌守吾斯塘村、沙勒吉力克村和阿木巴尔村。